# Günther Sacksofsky
Günther Sacksofsky (* 24. September 1901 in Mannheim; † 22. März 1983 in Heidelberg) war ein deutscher Verwaltungsjurist, Regierungsrat und Polizeibeamter der Ordnungspolizei im NS-Staat. Er war Polizeidirektor und Polizeipräsident in Mannheim, Freiburg, Mülhausen und Chemnitz sowie SS-Standartenführer und Offizier der Reserve. Im Spruchkammerverfahren 1948 in Heidelberg wurde er zunächst formal in die Reihe der Haupttäter eingereiht, im Verlauf des Verfahrens jedoch als Mitläufer eingestuft. 

## Familie und Kindheit

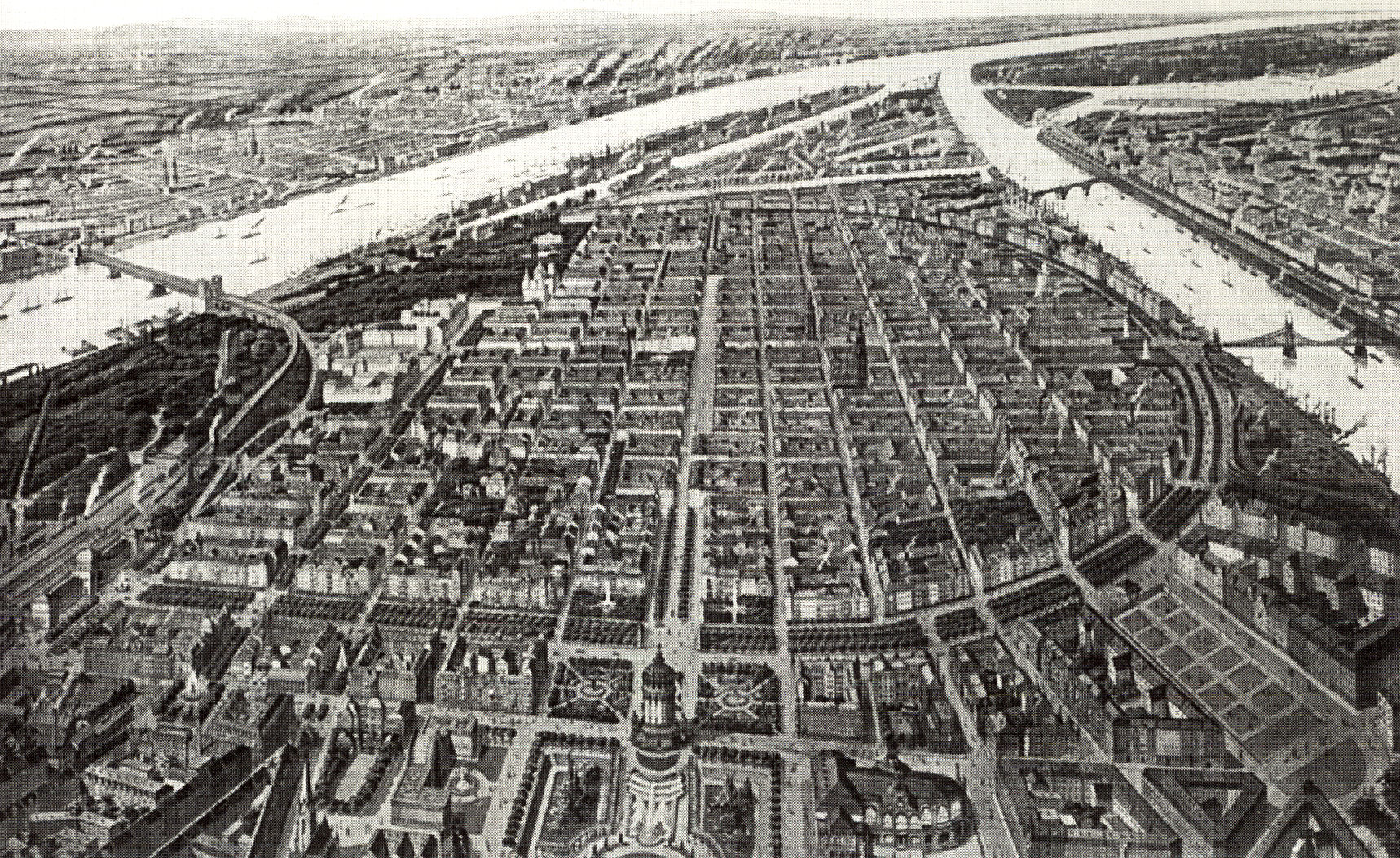
Vogelschau Mannheim um 1900

Günther Heinrich Friedrich Wilhelm Sacksofsky wurde am 24. September 1901 als eines von drei Kinder der Eheleute Karl Friedrich Viktor Sacksofsky und Paula in Mannheim geboren. Sacksofskys Vater wurde am 24. Januar 1868 in Elgershausen im Kreis Kassel geboren und war Oberleutnant im 2. Badisches Grenadier-Regiment „Kaiser Wilhelm I.“ Nr. 110 in Mannheim. Er heiratete am 2. Oktober 1897 in Mannheim Paula Amalia Benedicta Zeroni, eine Frau aus der gehobenen Mannheimer Gesellschaft, Tochter von Dr. Heinrich Zeroni Jun., einem bekannten Mannheimer Arzt und Wagner-Verehrer sowie Enkelin von Dr. Heinrich Zeroni Sen., der als Arzt im 19. Jahrhundert durch die Bekämpfung der Cholera in Mannheim Bekanntheit erlangt hatte. Karl Friedrich Viktor Sacksofsky nahm als Major am Ersten Weltkrieg teil und starb am 30. Oktober 1914 als Major vor Langemark in Flandern, Belgien.

## Schule, Studium und Heirat
Günther Sacksofsky besuchte in Saarbrücken, dem Wohnort der Familie von 1907 bis 1911, die Volksschule und von 1911 bis 1914 das Gymnasium. Nachdem sein Vater nach Kassel versetzt worden war, ging Sacksofsky auf das dortige Gymnasium. Nach dem Tod des Vaters wurde er von Ostern 1915 bis 1917 in das Kadettenhaus zu Karlsruhe geschickt. Von 1918 bis 1919 gehörte Sacksofsky der Kadettenanstalt in Berlin Großlichterfelde an, schied aber zu  Ostern 1919  aus dem Kadettenkorps aus, um die Schule in Heidelberg zu beenden, wohin seine Familie inzwischen gezogen war. Seine Reifeprüfung legte er am 12. März 1921  an der Oberrealschule in Heidelberg ab.

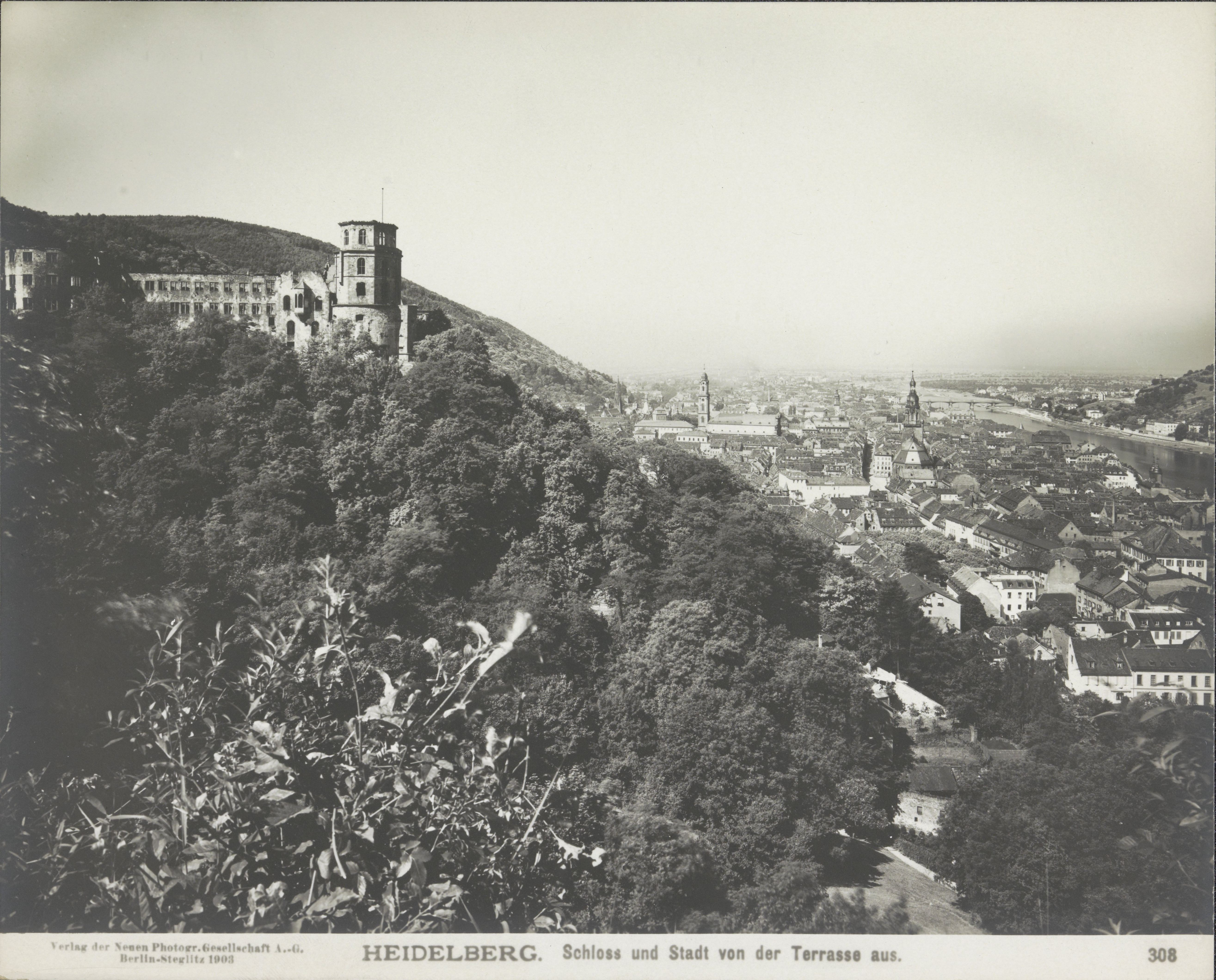
Heidelberg Schloss und Stadt

1921 begann Sacksofsky ein Studium der Rechtswissenschaft an der Ruprecht-Karls-Universität in Heidelberg. Das Studium musste er sich als Werksstudent selbst verdienen. Er arbeitete eigenen Angaben zufolge als Hilfsarbeiter im Baugewerbe, im Steinbruch und bei Erdarbeiten für den Bau des Neckarkanals in Mannheim sowie als Hilfsarbeiter bei der BASF in Ludwigshafen Wegen der schlechten wirtschaftlichen Situation seiner Familie, völliger Vermögensverlust durch die Inflation 1923, musste er sein Studium zeitweise unterbrechen und arbeitete zwischenzeitlich als Kaufmann für die Firma Geber und Mader in der Mollstr. 42 in Mannheim (Schifffahrt, Lagerbetrieb, Transport-Versicherung) sowie bei Prof. Fritz Müller. Sacksofsky konnte sein Studium in Heidelberg fortsetzen  und erfolgreich abschließen. Am 28. Februar 1925 erhielt er sein Abgangszeugnis.
Die 1. juristische Staatsprüfung, das Referendarexamen, konnte Sacksofsky 1925 ablegen, im Anschluss folgte die übliche juristische Ausbildung, bei der er vor allem mit Kommissorien beauftragt war. Die 2. juristische Staatsprüfung, das Gerichts-Assessorexamen, legte er im Spätjahr 1928 ab.
1928 heiratete Günther Sacksofsky Anna Tschepke, Tochter des Hauptmanns Karl Tschepke und dessen Ehefrau Emma geb. Bassermann, mit der er vier Kinder hatte.

## Weimarer Republik
Laut eigenen Angaben war Sacksofsky während der Weimarer Republik in der Schwarzen Reichswehr aktiv und in den Jahren 1922, 1923, 1924 Zeitfreiwilliger im Infanterie-Regiment 13, Artl. Regt. 5 (Nachrichten und Pionierkommando Bölkow im Verband der Truppe des Majors Buchdrucker). Die Dauer der einzelnen Dienstzeiten betrug jeweils 6 Wochen. Sacksofsky nahm dabei an Übungen im Reichsheer teil: Im Frühjahr 1922 im A.Bataillon J.R.13 Schwäbisch Gmünd, Kompaniechef: Hauptmann Gossrau. Im Sommer 1924 Art. Regt. 5 in Ludwigsburg, Batteriechef: Hauptmann von Berg. Laut eigener Aussage nahm er 1923 auch am Küstriner Putsch teil und sei dafür auch verurteilt worden, was jedoch nicht anhand eines Gerichtsurteils nachgewiesen werden konnte. Sacksofskys Mitgliedschaft in der Schwarzen Reichswehr und seine Teilnahme am Küstriner Putsch scheinen jedoch durch einen Zeitungsartikel des Mannheimer Hakenkreuzbanners vom 27. September 1933 anlässlich Sacksofskys Ausscheidens als Polizeipräsident von Mannheim bestätigt zu werden. Die im Zeitungsartikel aufgeführte Gefängnisstrafe stimmt jedoch nicht mit den Angaben seines Lebenslaufs überein, da er in besagtem Zeitraum in Heidelberg studierte, bzw. in Mannheim als Kaufmann für die Firma Geber und Mader in der Mollstr. 42 in Mannheim119 sowie bei Prof. Fritz Müller arbeitete, um sich sein weiteres Studium finanzieren zu können.
In seiner Studentenzeit in Heidelberg war Sacksofsky in der Freischar Damm in den Strukturen der Orgesch (Organisation Escherich) aktiv. Die Orgesch entstand aus einem Verband von Einwohnerwehren und entwickelte sich schnell zu einer paramilitärischen Untergrundorganisation, der u. a. auch der spätere SA-Führer Ernst Röhm angehörte, vorrangiges Ziel der Orgesch war, die bestehende Ordnung gegen Umsturzversuche vor allem von Seiten der Kommunisten zu sichern. Letztlich war die Orgesch jedoch eine extrem rechts orientierte Organisation, in der sich Republikfeinde mit einem hohen Potential an Gewaltbereitschaft zusammenfanden, die besonders in Süddeutschland eine Vernetzung der völkischen Strukturen bewirkten. Die Damm-Gruppe war ein Ableger der Orgesch. Der Politikwissenschaftler und Historiker Michael Ruck erwähnt in seinem Buch „Korpsgeist und Staatsbewusstsein“, dass Sacksofsky über die Freischar Damm überhaupt erst in die rechtsextreme Szene gekommen sei.
Sacksofskys Aktivismus während der Weimarer Republik und zu Beginn der NS-Zeit kann nicht nur politisch-ideologisch, sondern auch sozialpsychologisch interpretiert und bewertet werden. Als ein im Zeitraum zwischen 1900 und 1912 Geborener, gehörte Sacksofsky der sogenannten  Kriegsjugendgeneration an, ein Begriff, der von dem Historiker Ulrich Herbert geprägt wurde und meist im Zusammenhang mit Darstellungen über Mitglieder der späteren Führungsschicht des NS-Staates Verwendung findet.

## Berufliche Karriere 1928 bis 1945

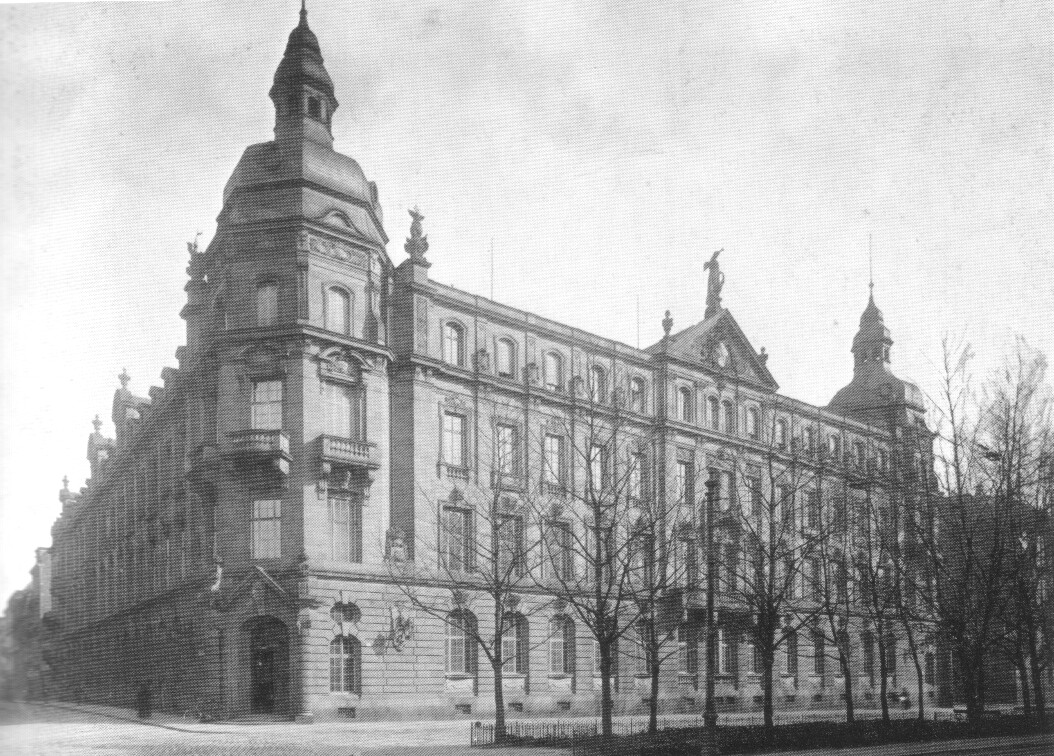
Polizeipräsidium Mannheim

Sacksofsky wurde nach bestandener 2. juristischer Staatsprüfung im Dezember 1928 in den Dienst der inneren Verwaltung des Landes Baden übernommen und zum Bezirksamt Villingen versetzt, wo er am 2. Januar 1929 zum Regierungsassessor ernannt wurde.  Mit Wirkung vom 1. Juli 1930 wurde er an das Bezirksamt in Mannheim versetzt und übernahm dort die Nachfolge des zum Landrat ernannten Regierungsrats Rudolf Binz im Bezirksamt Polizeidirektion Mannheim. Am 19. Februar 1931 erfolgte seine planmäßige Ernennung und Anstellung als Regierungsrat. Im Polizeipräsidium Mannheim war Sacksofsky zunächst als Abteilungsleiter angestellt.

### Polizeipräsidium Mannheim, 1933
Vom 18. März bis 4. Oktober 1933 fungierte Sacksofsky nach dem Weggang des bisherigen Polizeipräsidenten Jakob Bader, dessen Stellvertreter er bis dahin gewesen war, als kommissarischer Leiter des Polizeipräsidiums Mannheim, bevor er mit Entschließung des Staatsministeriums vom 21. August 1933 zum Polizeipräsidium Karlsruhe versetzt wurde, wo er am 6. November 1933 seinen Dienst antrat.
Im Sommer 1933 wurde Sacksofsky, laut eigenen Angaben, zum Parteieintritt in die NSDAP und die Allgemeine SS aufgefordert und entsprach dieser Forderung. Sacksofsky trat rückwirkend zum 1. Mai 1933 offiziell in die NSDAP (Mitgliedsnummer 3.104.244) ein und im selben Jahr auch der Allgemeine SS (Mitgliedsnummer 111.868) bei. Der Politikwissenschaftler und Zeithistoriker Michael Ruck schreibt dazu in seinem Buch Korpsgeist und Staatsbewusstsein, Sacksofsky habe im Frühjahr 1933 „besonders rasch die Zeichen der neuen Zeit erkannt und sich schon der NSDAP wie der SS angeschlossen“
Trotz einer bereits am 19. April 1933 von der NSDAP eingeführten Aufnahmesperre konnte  Sacksofsky somit noch Parteimitglied werden. Aufgrund seines Parteieintritts 1933 kann er jedoch nicht zu den „Alten Kämpfern“ der Partei gezählt werden, die schon vor der Machtübernahme der Nationalsozialisten in die NSDAP eingetreten waren. In der NSDAP hatte Sacksofsky laut eigener und der Aussage von Kollegen und Vorgesetzten sowie laut Unterlagen weder Amt noch Rang inne.  In der Allgemeinen SS fungierte er in seiner Eigenschaft als Jurist als Rechtsberater.
Im Oktober 1933 verabschiedete der badische NS-Innenminister Karl Pflaumer Sacksofsky feierlich als Mannheimer Polizeipräsidenten und übergab das Amt an dessen Nachfolger Hermann Ramsperger: „galt es doch von Regierungsrat Sacksofsky Abschied zu nehmen und den neuen Mannheimer Polizeipräsidenten Rampsperger zu begrüßen“.

### Polizeipräsidium Karlsruhe, 1934
Sacksofsky wurde zum Polizeipräsidium Karlsruhe versetzt und war dort Abteilungsvorstand und Stellvertreter des Polizeipräsidenten. Mit dem dortigen Polizeipräsidenten Richard Wagenbauer, einem alten „Kämpfer“ der SA, der als oberster SA-Führer in Baden von 1933 bis 1934 kurzzeitig als Polizeipräsident von Karlsruhe fungierte, geriet er in Konflikt, da dieser ihn dazu verleiten wollte, „nazistisch“ im Sinne der Partei zu arbeiten und ihm seine Rechtsauffassung aufzwingen wollte, was Sacksofsky jedoch vehement ablehnte. Sacksofsky wurde daraufhin auf eigenen Wunsch vom Polizeipräsidium Karlsruhe wegversetzt, erhielt zunächst eine Regierungsratstelle im Ministerium des Innern in Karlsruhe und wurde ab dem 21. Februar 1934 als Hilfsreferent im badischen Innenministerium eingesetzt.

### Polizeidirektion und Polizeipräsidium Freiburg / Polizeiverwaltung Mülhausen, 1934–1943

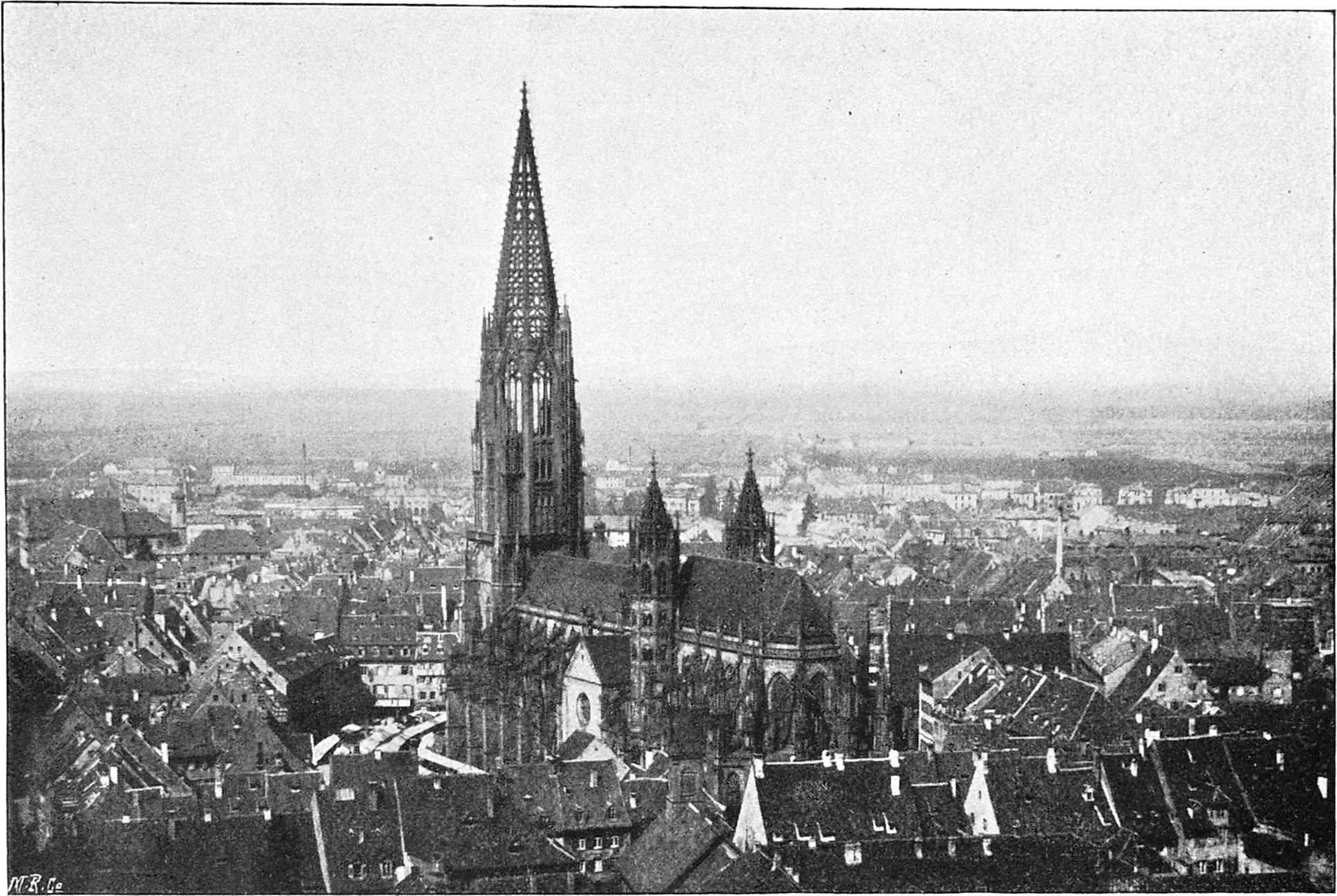
Freiburg Blick auf das Münster

Der Reichsstatthalter in Baden und Gauleiter Robert Wagner ernannte Sacksofsky mit Entschließung vom 27. Juni 1934 und Wirkung vom 1. August 1934 zum Polizeidirektor in Freiburg. Die Stelle als Freiburgs Polizeidirektor hatte Sacksofsky bis Oktober 1941 planmäßig inne. Im August 1941 wurde die Stelle des Polizeidirektors nach dem Reichshaushaltsgesetz in eine Polizeipräsidentenstelle umgewandelt, da Freiburg zu diesem Zeitpunkt mehr als 100 000 Einwohner zählte und somit ein Polizeipräsidium vorgesehen war. Neben seiner Tätigkeit als Polizeidirektor von Freiburg nahm Sacksofsky in den Jahren 1935 bis 1939 an mehreren Übungen der Wehrmacht teil und wurde am 1. Mai 1937 zum Leutnant der Reserve beim Infanterie-Regiment 75 befördert. Die Übungen absolvierte er jeweils während seiner Urlaubszeit. Die Dauer der Dienstzeiten betrug insgesamt 15 Wochen. Am 30. Januar 1939 wurde Sacksofsky zum Obersturmbannführer im Stab des SS-Abschnitts XIX Karlsruhe ernannt und anlässlich des 50. Geburtstags Adolf Hitlers durch den Reichsführer SS und Chef der Deutschen Polizei Heinrich Himmler mit dem Ehrendegen der SS als besonders förderungswürdig ausgezeichnet.

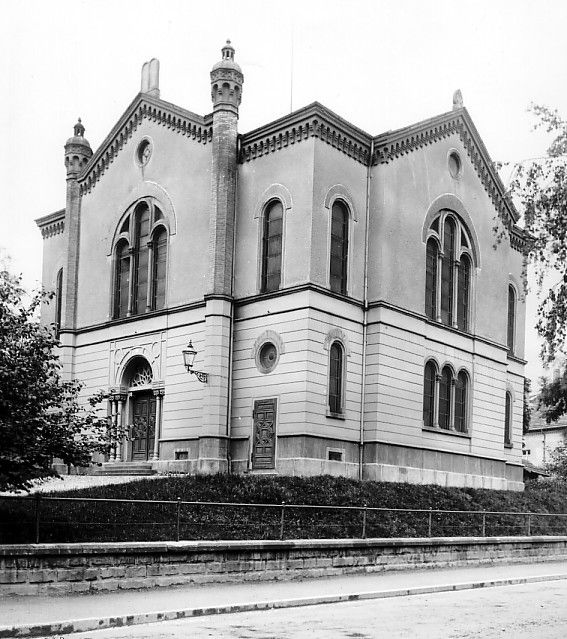
Alte Synagoge in Freiburg

Im Februar 1935 rügte Karl Pflaumer, der Innenminister von Baden in einem Brief an den Landeskommissär von Freiburg Paul Schwoerer das Verhalten Sacksofskys bei Vorkommnissen im Rahmen der Saarbefreiungsfeierlichkeiten in Haltingen im Januar 1935 . Im vorliegenden Fall war Sacksofsky in seiner Eigenschaft als Rechtsberater der SS in Konflikt mit staatlichen Behörden wegen Einmischung und Behinderung der Rechtspflege geraten.

#### Reichspogromnacht, 1938
In Sacksofskys Dienstzeit in Freiburg fielen die Reichspogromnacht 1938 und die Deportation der badischen Juden 1940 im Rahmen der Wagner-Bürckel-Aktion. Seine Rolle bei diesen Aktionen konnte bisher nicht abschließend geklärt werden, besonders sein Verhalten während der Reichspogromnacht in Freiburg erscheint aus heutiger Sicht ambivalent. So soll Sacksofsky von den Ausschreitungen und dem Brand der Freiburger Synagoge überrascht worden sein,  als Polizeidirektor nichts von den bevorstehenden Ausschreitungen mitbekommen haben und die Haupttäter Walter Gunst, Joachim Weist sowie Eduard Krebsbach nicht erkannt haben, obwohl er sich in der Reichspogromnacht selbst am Ort des Geschehens befand und ihm die Betreffenden aus dem täglichen Dienstalltag bekannt waren. Widersprüchlich erscheint auch, dass Sacksofsky in der Reichspogromnacht beschwichtigend gewirkt haben und ernstliche Ausschreitungen verhindert haben will, obwohl es nachweislich zu Ausschreitungen gekommen war. Nach 1945 weitete die Staatsanwaltschaft ihre Ermittlungen im Zusammenhang mit dem Synagogenbrand in Freiburg gegen die bereits bekannten, aber im Krieg verschollenen und daher nicht mehr zu belangenden Haupttäter Walter Gunst und Joachim Weist auf weitere SS-Funktionäre wie den damaligen Freiburger Polizeiarzt Eduard Krebsbach sowie Günther Sacksofsky aus. Die Ermittlungen gegen Sacksofsky wurden 1947 eingestellt.

#### Wagner-Bürckel-Aktion
Am 22. und 23. Oktober 1940 wurden im Rahmen der Wagner-Bürckel-Aktion die noch in Freiburg lebenden Juden in das Konzentrationslager Gurs deportiert. In der Chronik der Polizeidirektion Freiburg aus dem Jahr 1940 findet sich unter dem Datum 22./23. Oktober dazu eine kurze Aktennotiz der Polizeidirektion Freiburg. In wenigen Zeilen wird die Deportation lapidar und in dürrem Amtsdeutsch wie die bürokratische Abwicklung eines nicht besonders bemerkenswerten Vorgangs dargestellt:
„An beiden Tagen wurden die jüdischen Familien abtransportiert. Hierbleiben durften nur diejenigen Juden, bei denen entweder der Mann oder die Frau arischer Abstammung sind. Weiter blieben auch die Mischlinge hier. Zwei Juden haben Selbstmord verübt; eine Jüdin hat sich die Pulsadern durchschnitten und starb in der Klinik, ein Jude hat sich erhängt. Der Abtransport ging in aller Ordnung vor sich“

### Mülhausen
Nach der deutschen Besetzung Frankreichs durch deutsche Truppen im Juni 1940 übernahm Sacksofsky, neben seiner Tätigkeit als Polizeidirektor von Freiburg, auf Weisung des Chefs der Zivilverwaltung im Elsass, Robert Wagner und mit Zustimmung des Reichsführers SS, Heinrich Himmler, im Juli 1940 auch die Leitung der staatlichen Polizeiverwaltung in Mülhausen.  Am 1. August 1941 wurde Sacksofsky offiziell zum Polizeipräsident von Mülhausen ernannt und sollte im besetzten Elsass beim Aufbau der „reichsdeutschen Polizei“ mitwirken.  Im Zuge der Dienstrangangleichung wurde er am 1. Januar 1942 zum SS-Standartenführer ernannt. Als Dienstgradangleichung wurde in der Zeit des Nationalsozialismus die Verleihung eines SS-Dienstgrades an Polizisten verstanden, die auf Antrag in die SS aufgenommen worden waren. Der verliehene SS-Dienstgrad entsprach dabei meist dem entsprechenden Polizei-Dienstgrad, im Falle von Sacksofsky entsprach der Rang eines Polizeipräsidenten dem Rang eines SS-Standartenführers.
Zwischen Juni und Anfang Juli 1940 übernahm Sacksofskys bisheriger Stellvertreter Regierungsrat Dr. Max Scherenberg, der Mitte 1936 vom Bezirksamt Karlsruhe zur Polizeidirektion Freiburg versetzt worden war, kommissarisch die Stelle des Polizeidirektors in Freiburg. Ab 8. Juli 1940 bis Kriegsende hatte der von Heidelberg nach Südbaden versetzte Obersturmbannführer und Polizeidirektor Otto Henninger diese Stelle inne, ab 1942 als Polizeipräsident.
Als Polizeidirektor von Freiburg leitete Sacksofsky zu Kriegsbeginn ein Strafverfahren gegen die Ehefrau des Freiburger Oberbürgermeisters Franz Kerber wegen Bevorratung von bewirtschafteten Waren in großem Umfang ein. Trotz Androhung eines Disziplinarverfahrens durch den HSSPF Kurt Kaul und trotz des Appells von Gauleiter Robert Wagner, das Verfahren gegen die Ehefrau des Parteigenossen Kerber fallen zu lassen, kam es zu einer Verurteilung mit einer Geldstrafe von 300 Reichsmark. Sacksofsky wurde in der Sache „unkameradschaftliches Verhalten“ vorgeworfen. Sacksofsky war allerdings nach einem Urteil der Spruchkammer Heidelberg vom 29. Juli 1948 in der Angelegenheit „Kerber“ offensichtlich „nie bereit, seine verwaltungsdienstlichen Pflichten, an welche er den strengsten Maßstab juristischer und dienstlicher Korrektheit anlegte, den parteilichen Interessen unterzuordnen“.

#### Kriegsgerichts- und Disziplinarverfahren, 1942
Im Juli 1942 wurde gegen Sacksofsky, der noch im Januar 1942 im Rahmen der Dienstgradangleichung zum SS-Standartenführer befördert worden war, durch den HSSPF in Stuttgart, SS-Gruppenführer Kurt Kaul, ein Kriegsgerichts- und Disziplinarverfahren wegen des Vorwurfs des Ankaufs verbotener Lebensmittel und somit der Untergrabung des Widerstandswillens, sowie wegen angeblicher homosexueller Neigungen eingeleitet. Der Vorwurf lautete, Nahrungs- und Genussmittel schwarz aufgekauft und damit gegen die Kriegsbestimmungen verstoßen zu haben zu haben. Kurt Kaul, ein enger Freund des Freiburger Oberbürgermeisters Kerber, wollte sich damit offenbar dafür revanchieren, dass Sacksofsky zu Beginn des Krieges, trotz Androhung eines SS-Disziplinarverfahrens, ein Strafverfahren gegen die Ehefrau von Kerber eingeleitet hatte. SS-Gruppenführer Kauls soll vor Zeugen in der folge damit gedroht haben, dass „er den Sacksofsky schon noch zerbrechen werde“ Im Juni 1942 wurde Sacksofsky auf Anordnung des badischen Gauleiters Robert Wagner mit sofortiger Wirkung vom Dienst suspendiert und ihm das Tragen der SS-Uniform untersagt. Trotz seiner Suspendierung wurden Sacksofsky zunächst die Planstelle beim Polizeipräsidium Mülhausen belassen und seine Dienstbezüge weiterhin gewährt, seine Freiburger Dienstwohnung musste er auf Weisung des badischen Innenministeriums und des Landeskommissärs im Juli 1942 räumen. Seine Frau und die Kinder zogen daraufhin nach Heidelberg und kamen bei Freunden unter.

#### Ausschluss NSDAP, 1944
Mit Hilfe von Kurt Bader, den Sacksofsky aus der gemeinsamen Zeit beim Polizeipräsidium Mannheim kannte und der inzwischen als Ministerialdirigent im Reichsministerium des Innern tätig war, konnte das Verfahren gegen Sacksofsky dem SS-Gruppenführer Kaul wegen Befangenheit entzogen und einer unabhängigen Prüfung durch das SS- und Polizeigericht Metz zugewiesen werden. Laut Feldurteil vom 1. März 1943 (A.Z. St. L RHL Nr. 90/42 Unterschlagung von Lebensmitteln während des Krieges) wurde Sacksofsky schließlich wegen erwiesener Unschuld freigesprochen, seine endgültige Rehabilitierung erfolgte im November 1943. In einem Schreiben an den badischen Innenminister Karl Pflaumer vom 8. März 1943 äußerte sich der Freiburger Landeskommissär Paul Schwoerer deutlich zu dem Fall: „Es ist nur zu wünschen, daß gegen diejenigen, die in so übler Weise das Verfahren gegen Sacksofsky angezettelt haben, rücksichtslos vorgegangen wird.“ Kurt Kaul wurde wegen der Angelegenheit im April 1943 seines Amtes enthoben und zum SS-Sturmbannführer degradiert. Kaul wurde im November 1944 bei der 22. SS-Freiwilligen-Kavallerie-Division eingesetzt, wo er Ende Dezember 1944 während der Schlacht um Budapest ums Leben kam. Sacksofsky selbst war vom 20. Juni 1942 bis zum 1. November 1943 außer Dienst gestellt und lebte in dieser Zeit mit seiner Familie, die bereits seit 1942  „ständig in Heidelberg ansässig“ war. im Philosophenweg 5 in Heidelberg.
Trotz seiner Rehabilitierung durch das SS- und Polizeigericht wurde Sacksofsky aufgrund einer einstweiligen Verfügung vom 11. September 1944 von Gauleiter Wagner aus der NSDAP ausgeschlossen, da er das gegen sich anhängige Gerichtsverfahren in die Länge gezogen und sabotiert habe, so dass er nicht mehr „würdig“ sei, Parteigenosse zu bleiben. Gegen seinen Parteiausschluss legte Sacksofsky keinen Widerspruch ein, wodurch dieser rechtskräftig wurde. Eine Weiterbeschäftigung in Baden unter Gauleiter Wagner erschien unter den gegebenen Umständen nicht mehr möglich.

### Polizeipräsidium Chemnitz, 1943
Am 7. September 1943 wurde Sacksofsky aus haushaltsrechtlichen Gründen mit Wirkung zum 1. August 1943 in die Planstelle des Polizeipräsidenten von Lübeck eingewiesen, ohne jedoch dort den Dienst antreten zu müssen. Wegen des anhaltenden Konfliktes mit Gauleiter Wagner konnte Sacksofsky nicht mehr in Baden „gehalten“ werden und wurde im November 1943 gegen seinen Willen zum Polizeipräsidium Chemnitz versetzt und dort am 1. Juli 1944 in die Planstelle eines Polizeipräsidenten eingewiesen.
Sacksofsky war in Chemnitz in seiner Position als Polizeipräsident auch für das dem Polizeipräsidium angeschlossene Gefängnis verantwortlich. Während seiner Dienstzeit kam es dort zu Misshandlungen der Gefangenen, meist  Fremdarbeitern, durch die Gestapo. Eine persönliche Verantwortung oder Beteiligung wurde von Sacksofsky bestritten und konnte später auch nicht nachgewiesen werden. „Von Misshandlungen in den Gefängnissen habe ich nie etwas gehört.“ In seiner Eigenschaft als Polizeipräsident kümmerte sich Sacksofsky, laut eigener Aussage, vor allem um den bis dahin vernachlässigten Luftschutz der Stadt Chemnitz: „Während meiner Tätigkeit in Chemnitz habe ich vornehmlich mit Aufgaben des Luftschutzes befasst“ Tatsächlich war die Stadt Chemnitz bis zu diesem Zeitpunkt des Krieges von größeren Luftangriffen verschont geblieben. Am 7. März 1945, zwei Tage nach dem schweren Luftangriff vom 5. März 1945, wurde Sacksofsky das Kriegsverdienstkreuz mit Schwertern verliehen, welches er eigenen Aussagen zufolge aufgrund seiner Verdienste um den Ausbau des Luftschutzes in Chemnitz erhielt.

## NS-Ehrungen, Mitgliedschaften in NS-Organisationen und Anderen, 1933–1945

### NS-Ehrungen
- SS-Ehrendegen (20. April 1939)[82]
- SS-Ehrenring[83]
- SA-Sportabzeichen
- Julleuchter[84]
- Deutsches Schutzwall-Ehrenzeichen (1941)[85]
- Luftschutz-Ehrenzeichen II. Stufe (1941)[86]

### Mitgliedschaft in NS-Organisationen
- Nationalsozialistischer Rechtswahrerbund (1933 bis 1940)[87]
- Reichsbund der deutschen Beamten[88]
- Nationalsozialistischer Altherrenbund
- Nationalsozialistische Volkswohlfahrt (1936 bis 1945)[89]
- Reichsluftschutzbund[90]

### Militär
- Reserveoffizier der Wehrmacht[91]
- Kriegsverdienstkreuz mit Schwertern (7. März 1945)[92]

### Mitgliedschaft in anderen Organisationen
- Deutsches Rotes Kreuz (1936 bis 1942)[93]
- Badischer Blindenverein (1931 bis 1936)[94]

## Nach 1945
Günther Sacksofsky geriet am 7. Mai 1945 in amerikanische Kriegsgefangenschaft, in die er sich eigenen Angaben zufolge jedoch freiwillig begab und aus der er im Juni 1945 in politische Internierung überführt wurde. Seine Internierungsnummer lautete 5 177 428. Während seiner Internierungshaft erlitt er offenbar körperliche und seelische Schäden und war daraufjin in verschiedenen Internierungskrankenhäusern untergebracht. So soll er schwer nervenleidend gewesen sein und litt unter einer schweren Neurasthenie. Laut seinem Anwalt Klaus Curtius habe Sacksofsky bereits zuvor durch das SS-Kriegsgerichtsverfahren 1942 schwere gesundheitliche Schäden erlitten, die sich durch die Zeit der Internierung noch verstärkten. Laut Curtius verlor Sacksofsky durch die offenbar schlechten „Ernährungsverhältnisse während der Internierung“ sämtliche Oberkieferzähne. Außerdem zog er sich eine Knieverletzung zu, „die eine Meniskusoperation notwendig machte“ und zu einem versteiften Knie führte. Seine Lagerunfähigkeit wurde am 5. September 1947 durch ein Krankenomgusverfahren von einem amerikanischen Arzt festgestellt. Am 16. April 1948 wurde Sacksofsky in Anbetracht seiner gesundheitlichen Probleme aus der Internierungshaft entlassen. Aufgrund seiner Krankengeschichte konnte er später keine körperliche Arbeit mehr verrichten.

### Spruchkammerverfahren Heidelberg, 1948
Sacksofskys Spruchkammerverfahren wurde vor der Spruchkammer Heidelberg verhandelt, was insofern ungewöhnlich war, da er dort nie dienstlich tätig gewesen und Heidelberg lediglich seit 1942 als Wohnsitz gemeldet war. In der Klageschrift vom 4. Juni 1948 wurde Sacksofsky zunächst im Rahmen der Ermittlungen aufgrund formaler Belastungen, wie seiner Mitgliedschaft in der NSDAP und der Allgemeinen SS sowie seinem Rang als Polizeipräsident und SS-Standartenführer, zunächst in die Gruppe der Hauptschuldigen (I) eingereiht. Im eigentlichen Spruchkammerverfahren wurde er jedoch aufgrund zahlreicher entlastender Zeugenaussagen, sogenannter „Persilscheine“, sowie mangels konkreter Beweise gemäß dem Urteil der Spruchkammer in Heidelberg im Juli 1948  als Mitläufer eingestuft. Sacksofsky räumte zwar selbst während des Spruchkammerverfahrens ein, „dass er als junger Polizei-Regierungsrat während einer kurzen Zeit die Ziele und Bestrebungen der NSDAP und der SS für gut und vaterländisch hielt und dementsprechend innerlich bejahte“, jedoch sei er laut Spruchkammer nie dazu bereit gewesen „seine verwaltungsdienstlichen Pflichten, an welche er den strengsten Maßstab juristischer und dienstlicher Korrektheit anlegte, den parteilichen Interessen oder gar der Parteikorruption unterzuordnen“ Von Sühnemaßnahmen in Form einer Gefängnisstrafe wurde aufgrund seiner bis dahin bereits verbüßten Internierungshaft von dreieinhalb Jahren abgesehen, jedoch wurden ihm die Verfahrenskosten in Höhe von 10 000 DM auferlegt. Die Summe von 10 000 DM Verfahrenskosten ergaben sich laut der Spruchkammer Heidelberg aufgrund umfangreicher und aufwendiger Ermittlungen im Vorfeld des Spruchkammerverfahrens. Sacksofsky musste die Verfahrenskosten jedoch aufgrund seiner zu dieser Zeit angespannten wirtschaftlichen Situation nicht bezahlen, nachdem er erfolgreich dagegen geklagt hatte.

### Berufliche Karriere
Nach seiner Rehabilitierung vor dem Spruchkammergericht Heidelberg wurde Sacksofsky im Mai 1949 als Rechtsanwalt am Landgericht Heidelberg und danach zum Richterdienst beim Oberversicherungsamt Karlsruhe von Mitte 1950 bis Mitte 1951 zugelassen, er arbeitete u. a. beim Landratsamt in Heidelberg wo er jedoch in Konflikt mit seinem Vorgesetzten geriet und versetzt wurde. Obwohl Sacksofsky nach dem Gesetz zur Regelung der Rechtsverhältnisse der unter Artikel 131 des Grundgesetzes fallenden Personen Anspruch auf eine Planstelle hatte, die seiner letzten Besoldungsstufe vor 1945 entsprach, wurde dieser Rechtsanspruch bei seiner Wiedereinstellung in den öffentlichen Dienst nicht berücksichtigt. Sacksofsky klagte wiederholt gegen das Land Baden-Württemberg, welches 1963 durch ein Urteil des Verwaltungsgerichtshofs Karlsruhe verpflichtet wurde, Sacksofsky ab Oktober 1961 die Bezüge nach der Besoldungsgruppe A 16 als leitenden Regierungsdirektor zu gewähren. Sacksofsky trat im September 1966 mit dem Erreichen der gesetzlichen Altersgrenze in den Ruhestand. Er starb am 22. März 1983 in Heidelberg.

## Zeitungen und Zeitschriften
- KZ-Arzt aus Freiburg: Massenmörder ohne Reue, Der Freiburger Polizeiarzt Eduard Krebsbach war Standortarzt im Konzentrationslager Mauthausen, Badische Zeitung, 1. Juni 2013.
- Die Brandnacht vor 75 Jahren. Die SS und das Reichspogrom am 9. November 1938 in Freiburg, Badische Zeitung, 9. November 2013.